# Schurken in Power Rangers: Ninja Storm
De fictieve schurken uit Power Rangers: Ninja Storm waren aliens in dienst van de ninjameester Lothor.

## Lothor
Lothor, geboren als Kiya Watanabe, is de hoofdvijand uit de serie. Hij werd gespeeld door Grant McFarland, die ook de stem deed van Lothors tweelingbroer Sensei Kanoi Watanabe.
Lothor is een verbannen kwaadaardige ninjameester. Aan het begin van de serie arriveerde hij op aarde met zijn buitenaardse leger (aliens die hij had getraind in zwarte ninjakunst). Zijn eerste doel was het uitschakelen van de twee ninja academies: de Wind academie en de Thunder academie. Op beide overleefden slechts een paar studenten de aanval. Op de Wind academie waren dat Shane, Tori en Dustin (die respectievelijk de rode, blauwe en gele Rangers werden), en op de Thunder Academie Hunter en Blake (de Crimson en Navy rangers).

### Verleden
Lothors verleden werd onthuld toen Cam, de zoon van Kanoi Watanabe, terugreisde in de tijd naar een periode dat zijn ouders zelf nog studenten waren op de Ninja Academie. Hij ontdekte hier dat Lothor in werkelijkheid van de aarde komt en ooit Kiya Watanabe was; de tweelingbroer van Kanoi Watanabe en dus Cams oom.
Kiya was een student aan de Wind Ninja Academie in de Aard Ninja categorie. In het geheim bestudeerde hij duistere ninjakunsten. Toen een vrouw genaamd Miko op de academie arriveerde met een mystiek samurai amulet, wilde Kiya deze stelen. Cam stopte hem en nam het amulet mee terug naar de toekomst. Kiya werd betrapt op het gebruik van duistere ninjakunsten en werd de ruimte in verbannen. Kort voor zijn verbanning nam hij de naam Lothor aan.
Het is niet bekend wat Lothor precies deed in de jaren tussen zijn verbanning en zijn terugkeer. Blijkbaar trouwde hij met iemand, waardoor Marah & Kapri zijn nichtjes werden (in Power Rangers: Dino Thunder onthulde hij dat ze aangetrouwde familie zijn). Ook keerde hij al een keer eerder in het geheim terug naar de Aarde, en vermoordde de ouders van Hunter en Blake. Wat zijn exacte doel was bij dit bezoek is niet bekend. Tijdens zijn grote aanval op de Aarde ving hij Hunter en Blake, en overtuigde hen dat sensei Kanoi van de Wind Ninja Academie hun ouders had vermoord. Tijdens de aanval op de Wind Ninja Academie veranderde hij zijn broer in een cavia.

### Gedurende de serie
Lothors pogingen de Aarde te veroveren werden tegengewerkt door de studenten die zijn aanval hadden overleeft. Lothor had een duister gevoel voor humor, die hij vaak tegen zijn nichtjes en handlangers gebruikte als weer een van zijn plannen was mislukt. Lothor brak zelfs een paar maal de vierde wand (voorbeeld: nadat hij een monster had laten groeien draaide hij zich om naar de camera en vroeg het "publiek" of ze nu werkelijk hadden gedacht dat het monster kleiner zou worden).
In de finale leidde onderling verraad tot de dood van al Lothors generaals. Dit was allemaal onderdeel van Lothors plan. Hij wilde namelijk de "Abyss of Evil", waar de geesten van al zijn verslagen helpers heen gingen, openen. Dit lukte hem, maar door tussenkomst van de gevangen ninjastudenten (vrijgelaten door de Thunder Rangers) werd Lothors leger verslagen. Lothor gebruikte Cams amulet om de Rangers hun krachten te ontnemen, maar desondanks konden ze hem ook in de Abyss opsluiten.

### Dino Thunder
Lothor ontsnapte uit de Abyss in de Power Rangers: Dino Thunder dubbele aflevering "Thunder Storm". Hij werkte samen met Mesogog. Toen hun plan mislukte, keerde Mesogog zich tegen Lothor, kromp hem tot het formaat van een actiefiguurtje en zette hem gevangen in een pot. Vermoedelijk is Lothor opnieuw omgekomen toen Mesogogs lab ontplofte aan het eind van de serie.

## Lothors generaals

### Zurgane
Zurgane was de hoofdgeneraal van Lothors leger. Hij hield van al het werk dat Lothor hem geeft. In werkelijkheid was hij een buitenaards mierachtig wezen, dat een groter samurai-achtig robotlichaam bestuurde als een soort mecha.
Toen de Thunder Rangers nog voor Lothor werkten haatte Zurgane hen duidelijk, daar ze alle eer en glorie die hij graag wilde kregen. Het feit dat hij geen mond of ogen heeft was een constante bron van pesterijen door zijn collega's.
Zurgane was ook Lothor technisch adviseur. Hij repareerde geregeld dingen aan het schip en bouwde zijn eigen vloot van zords. Zijn krachten zijn teleportatie, energieprojectie en de mogelijkheid zwaarden uit zijn schouders te halen.
Zurgane werd vernietigd door Vexacus, een andere generaal van Lothor, in de aflevering "General Deception, Part II". Hij keerde weer terug in de finale van de serie toen de Abyss of Evil werd geopend, maar werd net zo snel weer verslagen door Shane.
Zurgane keerde ook terug in Power Rangers: Dino Thunder om Lothor en Mesogog te dienen. Hij werd toen vernietigd door de Thunder Rangers en Tommy Oliver.
Zijn stem werd gedaan door Peter Rowley.

### Choobo
Choobo begon oorspronkelijk als luitenant in Lothors leger. Hij kan energiebollen oproepen waarin mensen kunnen worden gevangen, en gebruikte deze dan ook tijdens de aanvallen op de Ninja academies.
Hij gebruikte soms monsters gebaseerd op dieren.
Choobo kreeg de rang van generaal toen hij de Thunder Rangers ving en hen weer tegen de Wind Rangers wist op te zetten. Maar toen zijn plan alsnog mislukte, werd hij uit Lothors leger verbannen.
Hij zwoer wraak en stal de boekrol van kracht, die hem sterker maakte. Hij werd in deze vorm verslagen door de Thunderstorm Megazord, maar net op tijd gered door Lothor. Lothor kromp hem echter tot het formaat van een actiefiguurtje zodat hij als huisdier voor Marah kon dienen. Later in de serie gaf Lothor hem per ongeluk zijn ware formaat terug.
Choobo werd uiteindelijk verslagen door Shane met zijn battlizer. Zijn stem werd gedaan door Bruce Hopkins.

### Motodrone
Motodrone was oorspronkelijk Perry, een motorfietsexpert die in dezelfde zaak werkte als Dustin. Hij probeerde een aantal experimenten om een nieuwe generatie motorfietsen te maken. Door een ongeluk veranderde hij echter in het monster Motodrone.
Hunter kon Motodrone later verslaan en Perry bevrijden. Lothor liet echter de brokstukken van Motodrone's harnas verzamelen en hem weer in elkaar zetten, ditmaal met een Kelzak als basis.
Motodrone vocht met een zwaard en reed op een motorfiets. Hij werd uiteindelijk vernietigd door Vexacus toen hij op het punt stond diens verraad te ontdekken. In de finale keerde hij nog eenmaal terug uit de Abyss of evil, maar werd al snel weer verslagen.
Zijn stem werd gedaan door Craig Parker.

### Vexacus
Vexacus is een haaiachtige alien en een premiejager. Hij is de rivaal en "gezworen vijand" van Lothor. Hij kwam voor het eerst naar de aarde toen hij een buitenaardse vrouw achtervolgde die op het punt stond te sterven en daarbij haar krachten aan iemand anders moest doorgeven. Zij gaf haar krachten echter aan Shane en toen Vexacus van de aarde weg wilde vluchtten, vernietigde Shane zijn schip.
Vast op Aarde had Vexacus geen andere keus dan zich bij Lothor aan te sluiten. Daar werd hij zelfs de hoofdgeneraal en rivaal van Zurgane. Vexacus wilde een voor een Lothors generaals uitschakelen om uiteindelijk Lothor zelf te kunnen vernietigen, niet beseffend dat dit juist Lothors plan was.
Hij vernietigde eerst Zurgane toen die was verzwakt na een zordgevecht, en later ook Motodrone. Hij werd echter zelf doelwit van Marah en Kapri, die hem tegen de Rangers lieten vechten wetende dat hem dit fataal zou worden.
Vexacus keerde nog eenmaal terug in de finale, maar werd snel weer verslagen. Zijn stem werd gedaan door Michael Hurst.

### Shimazu
Shimazu was een standbeeld in een museum, waarin de geest van een Japanse krijgsheer huisde. Hij werd tot leven gebracht tijdens een gevecht tussen Cam en Motodrone dankzij Motodrone's regeneratie-energie. Shimazu sloot zich meteen bij Lothor aan en liet de Wolfblades los: drie op wolven lijkende monsters waarmee hij eeuwen geleden Japan terroriseerde. Hoewel de Rangers deze wezens konden verslaan, mocht Shimazu in Lothors leger blijven als een nieuwe generaal.
Shimazu wilde net als Vexacus de conrole over Lothors schip overnemen, maar hij werd verraden. Hij werkte samen met Marah en Kapri om de Rangers te verslaan, maar toen dit plan mislukte, vernietigden ze hem.
Shimazu keerde in de finale nog een keer terug uit de Abyss of Evil, maar werd wederom verslagen. Zijn stem werd gedaan door Jeremy Birchall.

## Marah & Kapri

### Achtergrond
Marah en Kapri zijn zussen, en de nichtjes van Lothor. Ze zijn aangetrouwde familie, maar er is niets bekend over dit huwelijk. Het enige dat bekend is, is dat hun ouders toestonden dat ze met Lothor meegingen toen hij de aarde aanviel.
Beide zijn stereotiepe suffers en tienermeiden. Ze zijn dan ook meer een hinder dan hulp voor hun oom. Desondanks probeerden ze hun oom keer op keer te bewijzen dat ze slecht genoeg waren om lid te zijn van zijn leger. Kapri riep vaak de monsters op om tegen de Rangers te vechten.
Tegen het einde van de serie toonden Marah en Kapri een andere kant van zichzelf, toen ze blijkbaar toestonden dat Lothors generaals hem zouden afzetten. Het leek erop dat ze niet zo dom waren als ze zich altijd voordeden. Later bleek dit gewoon een plot te zijn van Lothor, die hen gebruikte om de verraders onder zijn generaals te ontmaskeren. Toen hij geen nut meer voor ze had, liet Lothor de twee echter in de steek. Ze bleven achter op Lothors schip, dat op het punt stond te ontploffen. Ze hielpen de Thunder Rangers om de gevangen ninjastudenten te redden, en vertrokken met hen naar de aarde. Na afloop van de serie werden ze studenten op de Wind Ninja Academie.

### Dino Thunder
In de Power Rangers: Dino Thunder aflevering Thunder Storm ontdekten Marah en Kapri dat Lothor terug was gekeerd en infiltreerden in zijn leger onder de belofte dat ze nu grote ninja's waren. Ze deden dit enkel om de gevangen Sensei te redden.

### Motivaties
Er bestaan verschillende theorieën over waarom Marah en Kapri zo plotseling overliepen naar de kant van de Rangers. Een mogelijkheid is dat toen Lothor hen in de steek liet, ze beseften dat het kwaad niet was zoals ze dachten en het dus de rug toekeerden.
Een andere theorie is dat ze al vanaf het begin af aan niet slecht waren, en enkel met Lothor meededen in de hoop indruk op hem te maken.
De derde theorie is dat ze nooit werkelijk over zijn gelopen naar de Rangers, en zich enkel bij hen aansloten om ninjatraining te ondergaan. De reden dat ze Lothor opeens tegen gingen werken zou uit wraak zijn omdat hij hen achter liet.

## Monsters
De monsters uit Lothors leger zijn allemaal aliens van verschillende planeten. Hij heeft ze in de loop der jaren verzameld om zijn leger te vormen. De monsters werden afhankelijk van hun uiterlijk en herkomst vergezeld door een bepaalde generaal:
- Aliens die op dieren leken hoorden bij Choobo's groep.
- Robots hoorden bij Zurgane.
- Aliens gebaseerd op een lichaamsdeel hoorden bij Shimazu
- Aliens die leken op "fantoombeesten" (Phantom Beasts) hoorden bij Vexacus.

De geesten van verslagen monsters gingen naar de Abyss of Evil.
| - Blue Face - Mad Magnet - Copybot - Terramole - Amphibidor - Florabundacus - Snipster - Toxipod - Super Toxipod - Bopparoo - General Trayf | - Madtropolis - Hip Hopper - Starvack - Skyscrapper - Tentacreep - Magic Moustache - Sucker - Fragra - Mr. Ratwell - DJ Drummond - Beevil | - Footzilla - Slob Goblin - Morty Board - The Wolfblades - Goldwinger - Bald Loser - Inflatron - Eyezak - Condortron - Catatonia - Chin Dragon |

## Overig
- Kelzaks: de soldaten van Lothor. Ze gebruiken dolken en zijn zeer hyperactief. Overgenomen van de Genin Magerappa uit Ninpuu Sentai Hurricanger.
- Kelzak Furies: rood gekleurde versies van de Kelzaks, driemaal sterker dan de gewone. Hebben geen Super Sentai-tegenhanger.
- Slechte Ninja Rangers: wanneer Tori in een parallelle wereld terechtkwam, ontdekte ze dat de Power Rangers slecht waren en de vijanden waren goed. Ondanks dat ze niet kon transformeren hielp ze de goede Lother en zijn generaals. Samen versloegen zij de slechte power rangers en Tori werd terug gestuurd naar haar eigen wereld.